# Gråblå skinnlav
Gråblå skinnlav (Leptogium cyanescens) är en lavart som först beskrevs av Gottlob Ludwig Rabenhorst, och fick sitt nu gällande namn av Körb. Gråblå skinnlav ingår i släktet Leptogium och familjen Collemataceae.  Arten är reproducerande i Sverige. Inga underarter finns listade i Catalogue of Life.

## Bildgalleri

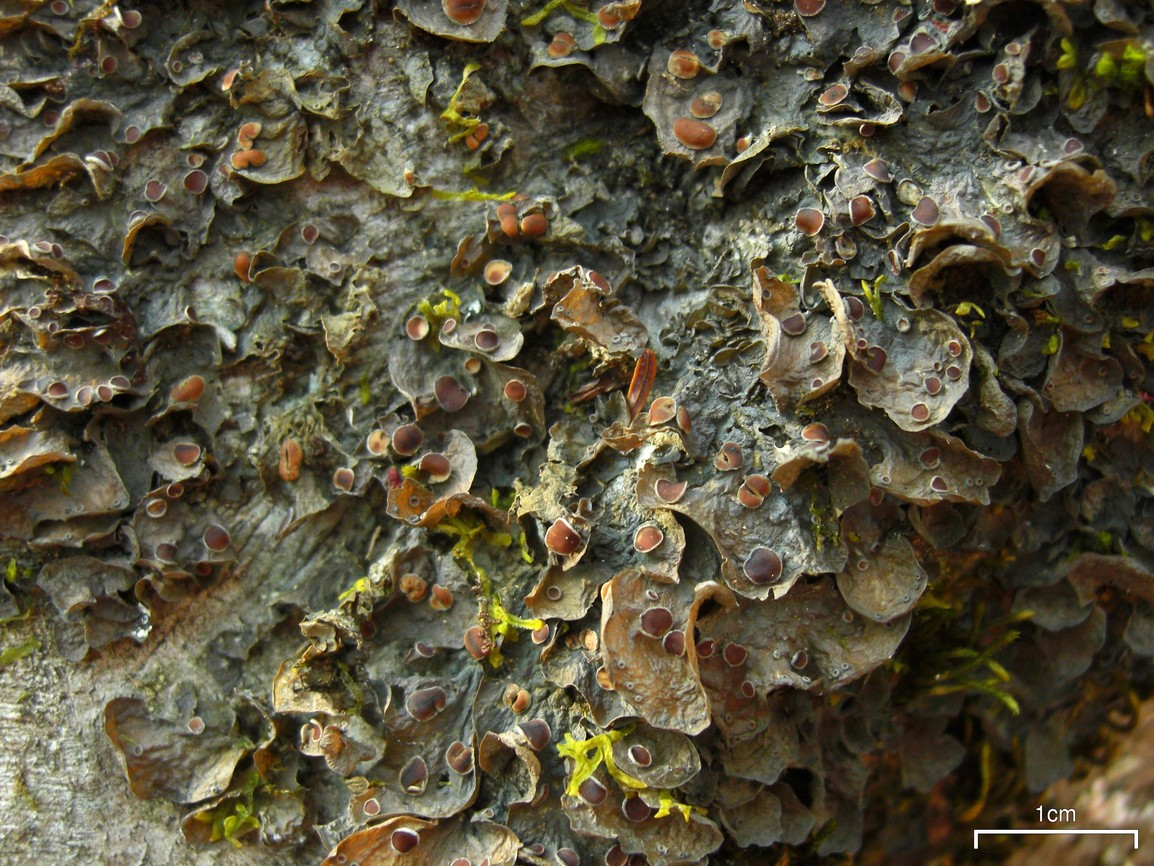
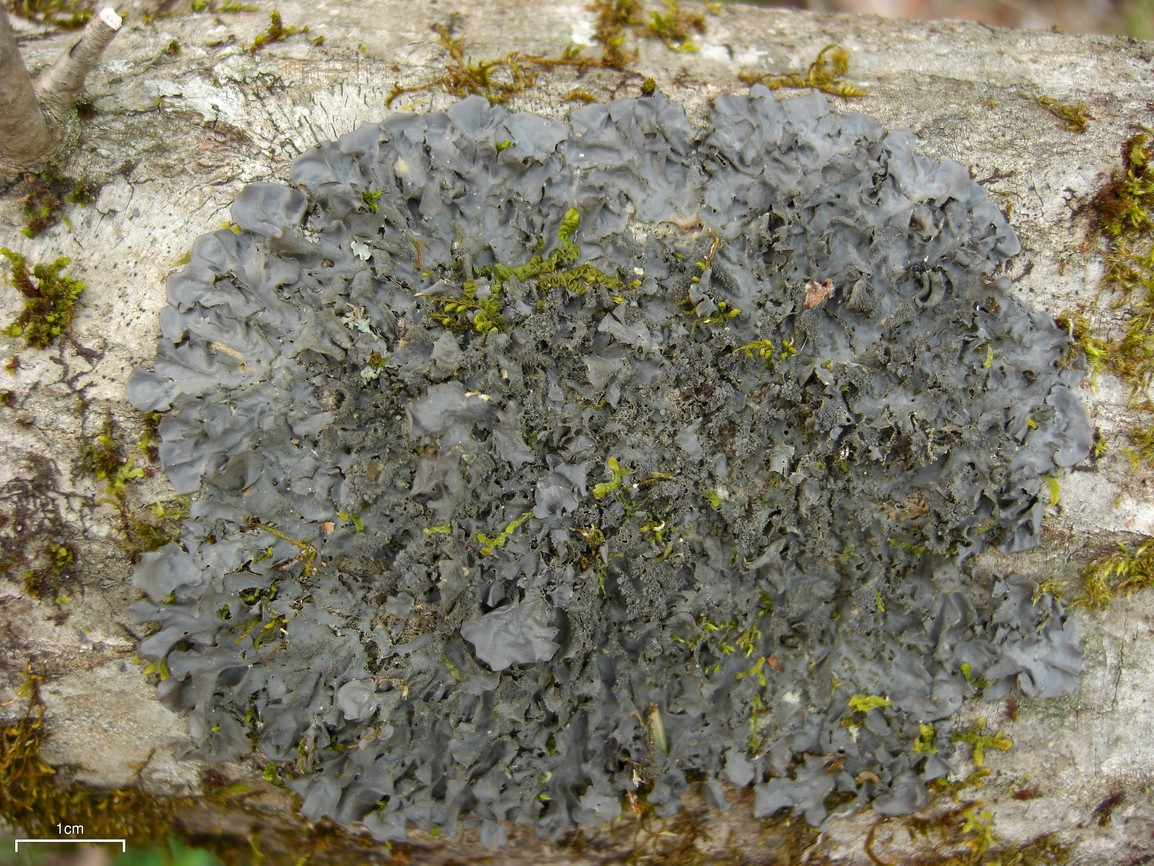
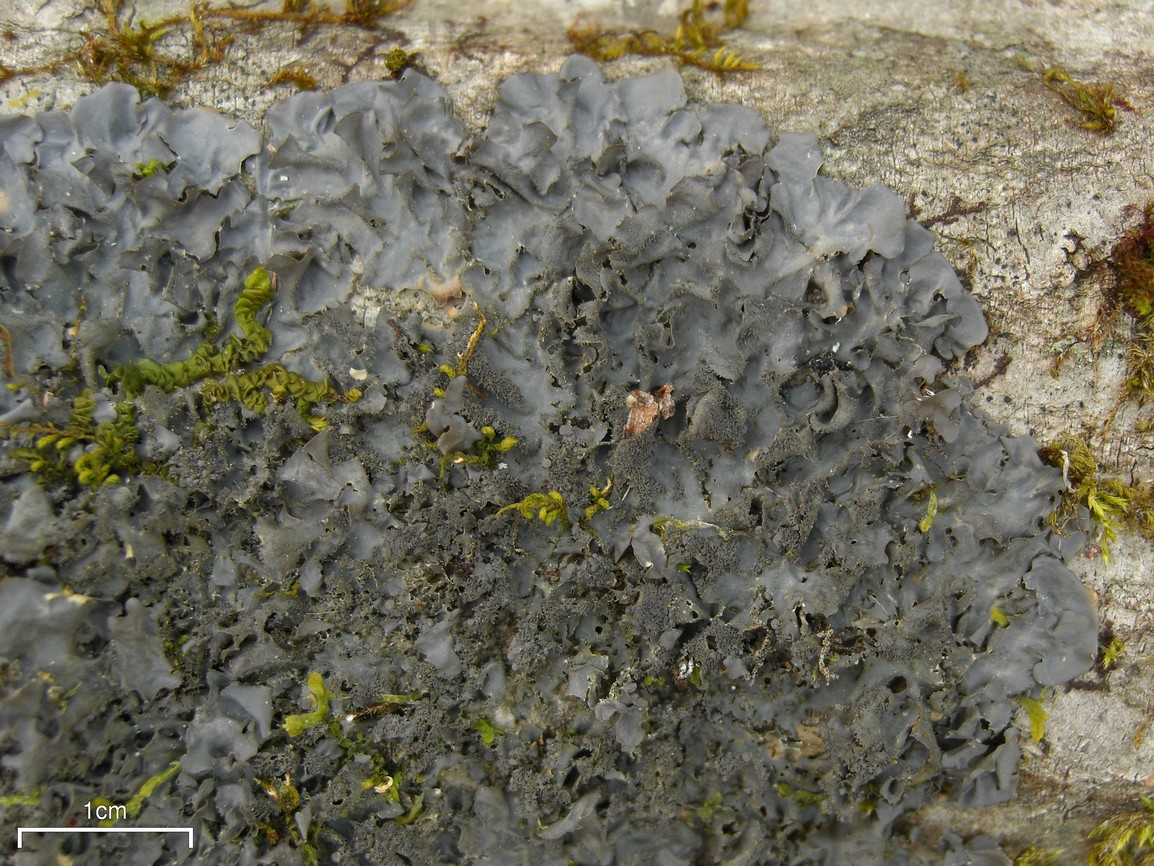
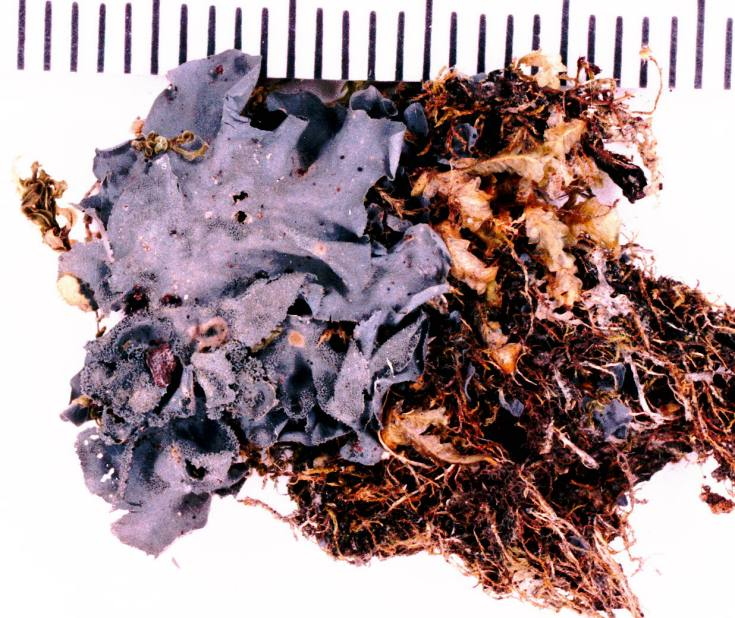
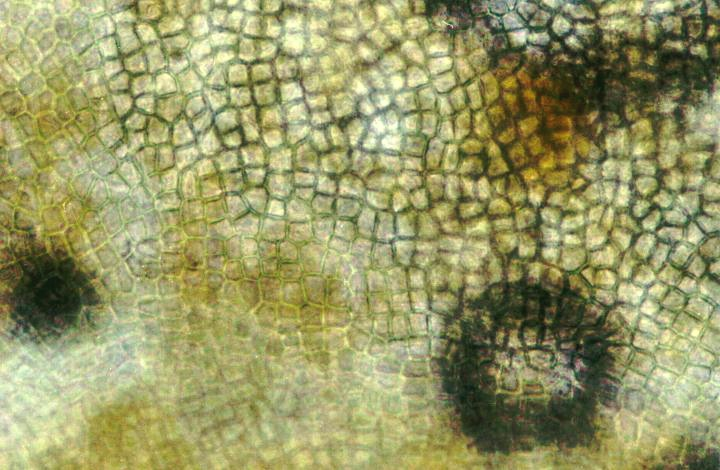
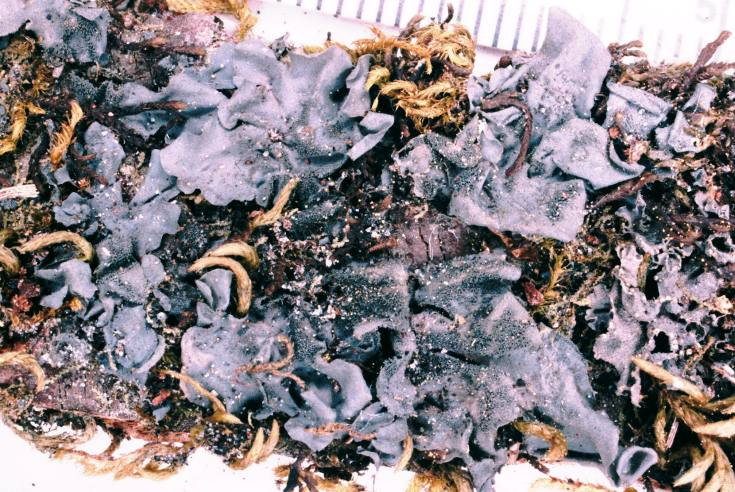
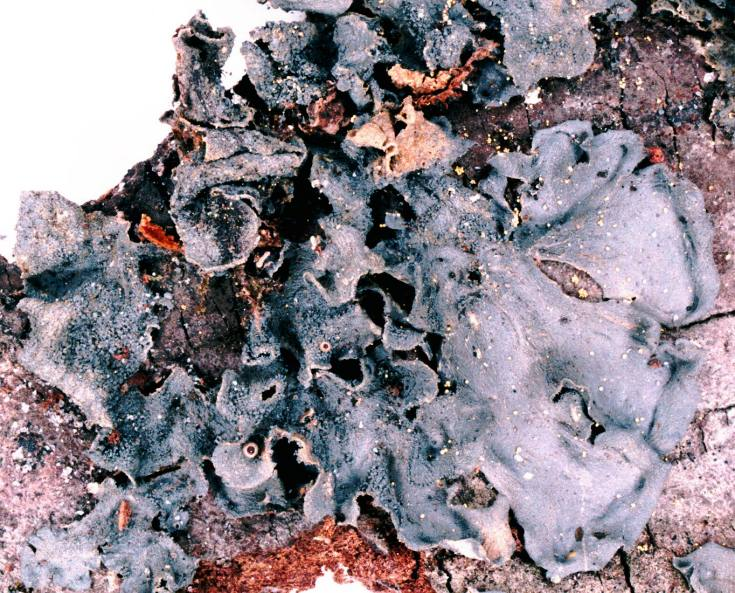
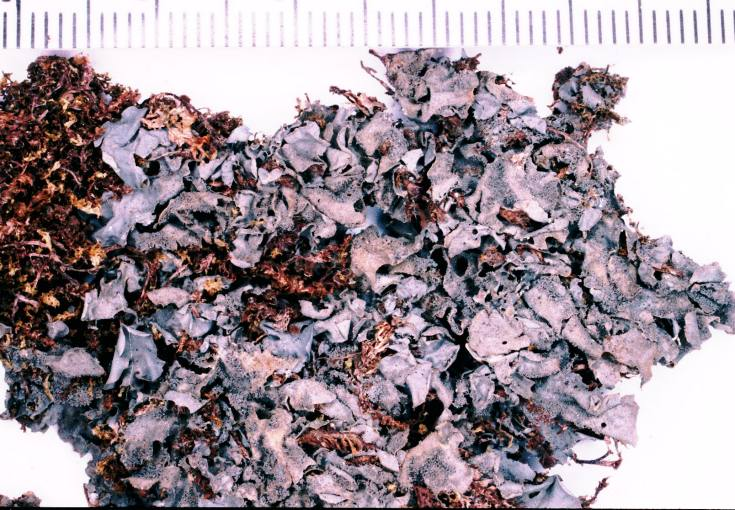
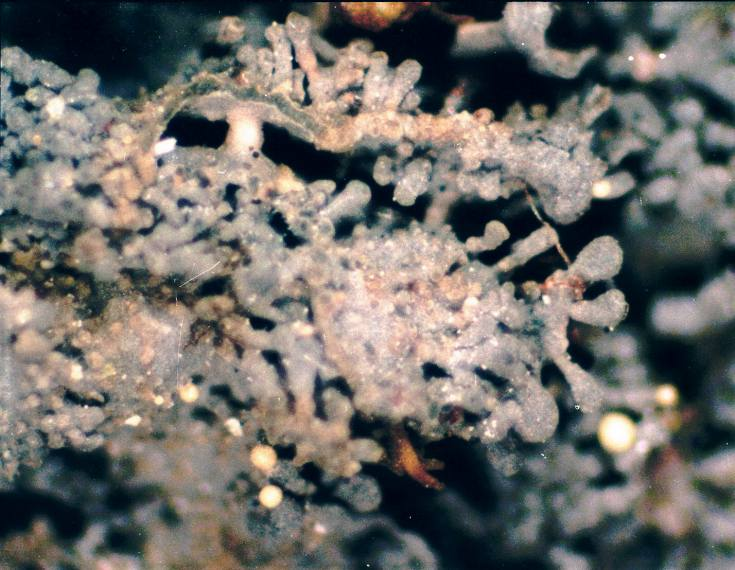
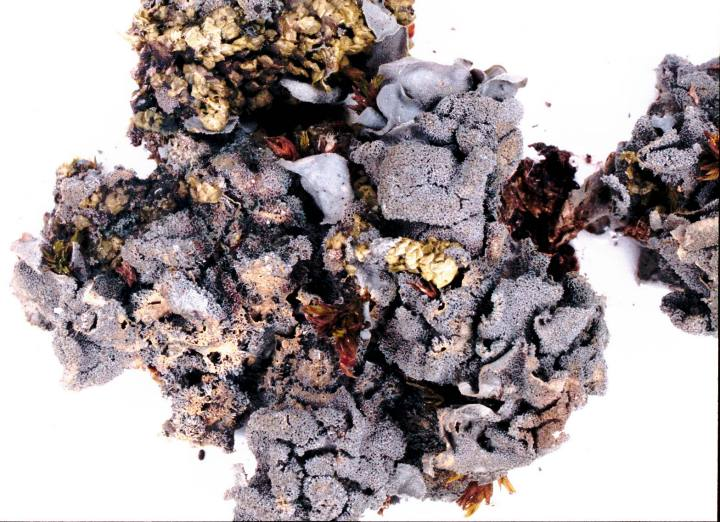
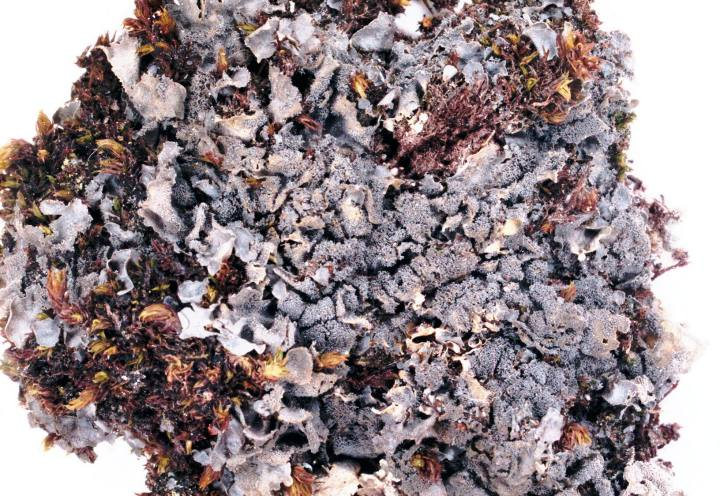
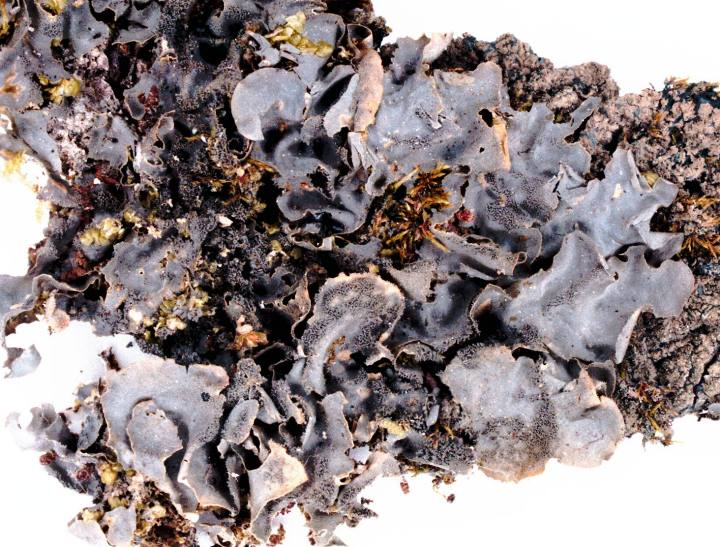
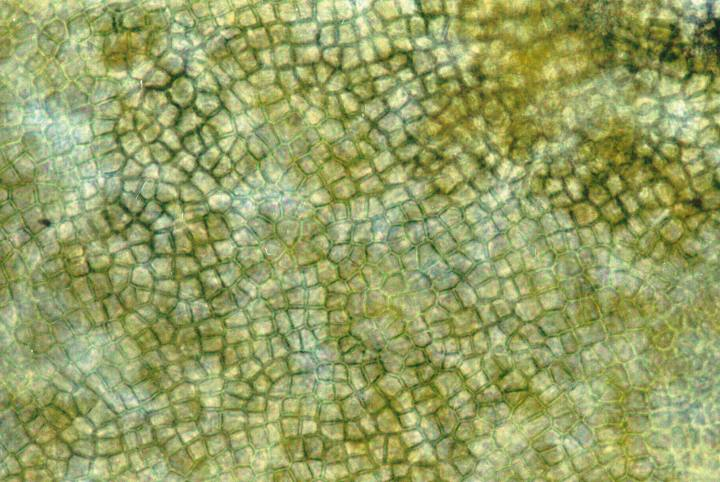
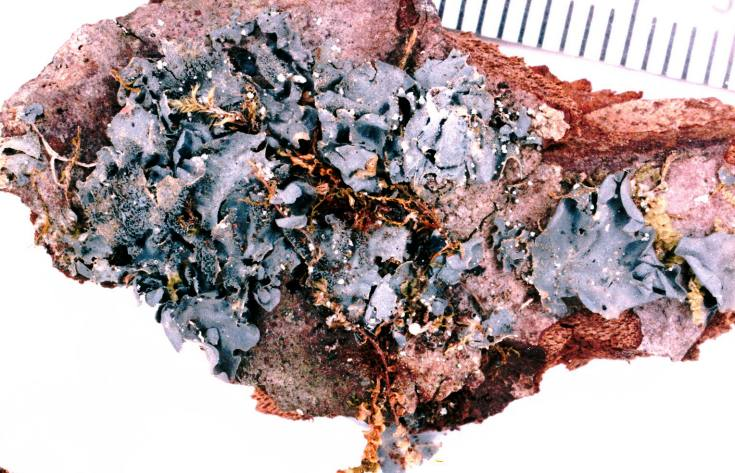